# Phragmipedium longifolium
Phragmipedium longifolium là một loài lan phân bố từ Costa Rica đến Ecuador.

## Hình ảnh

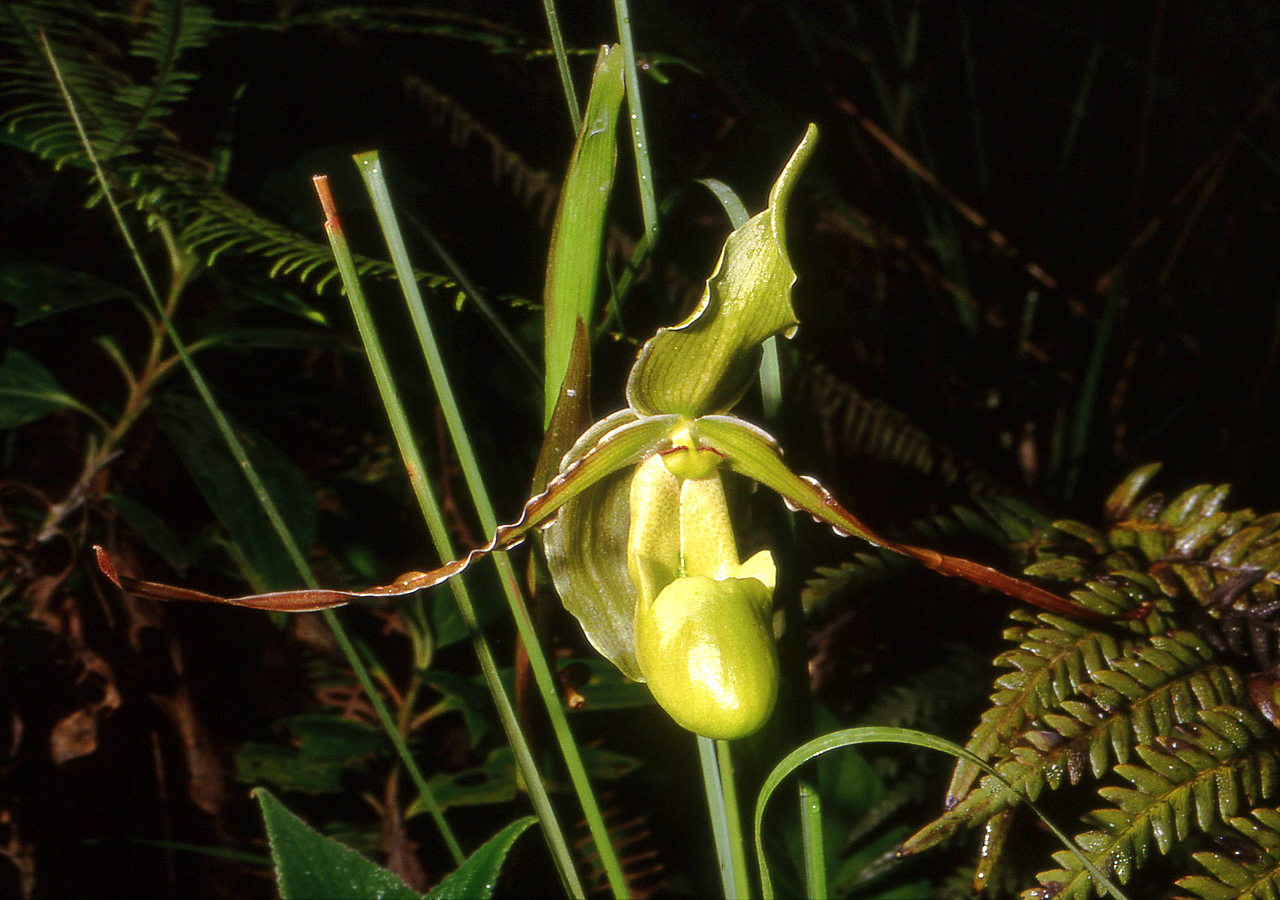
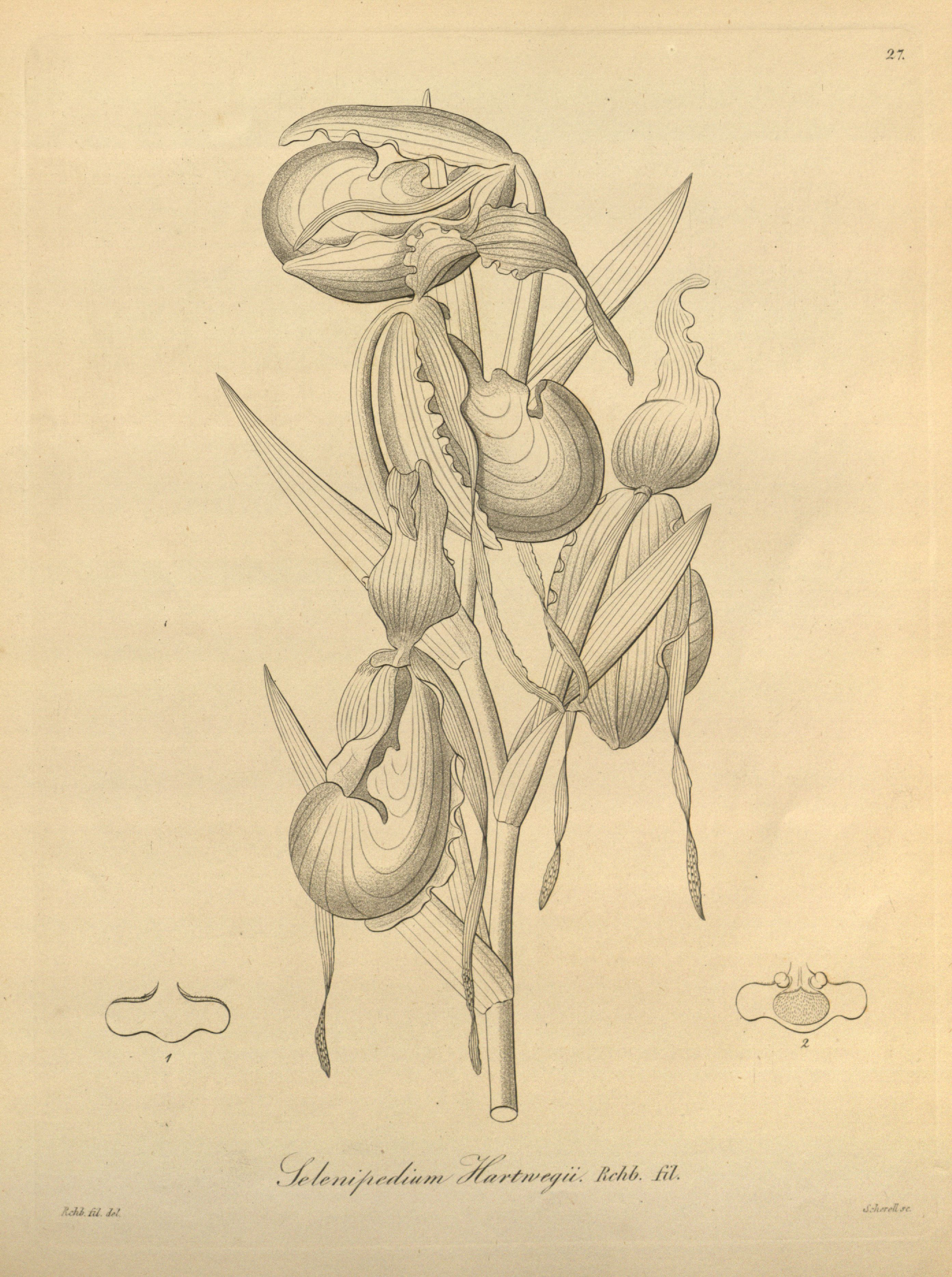
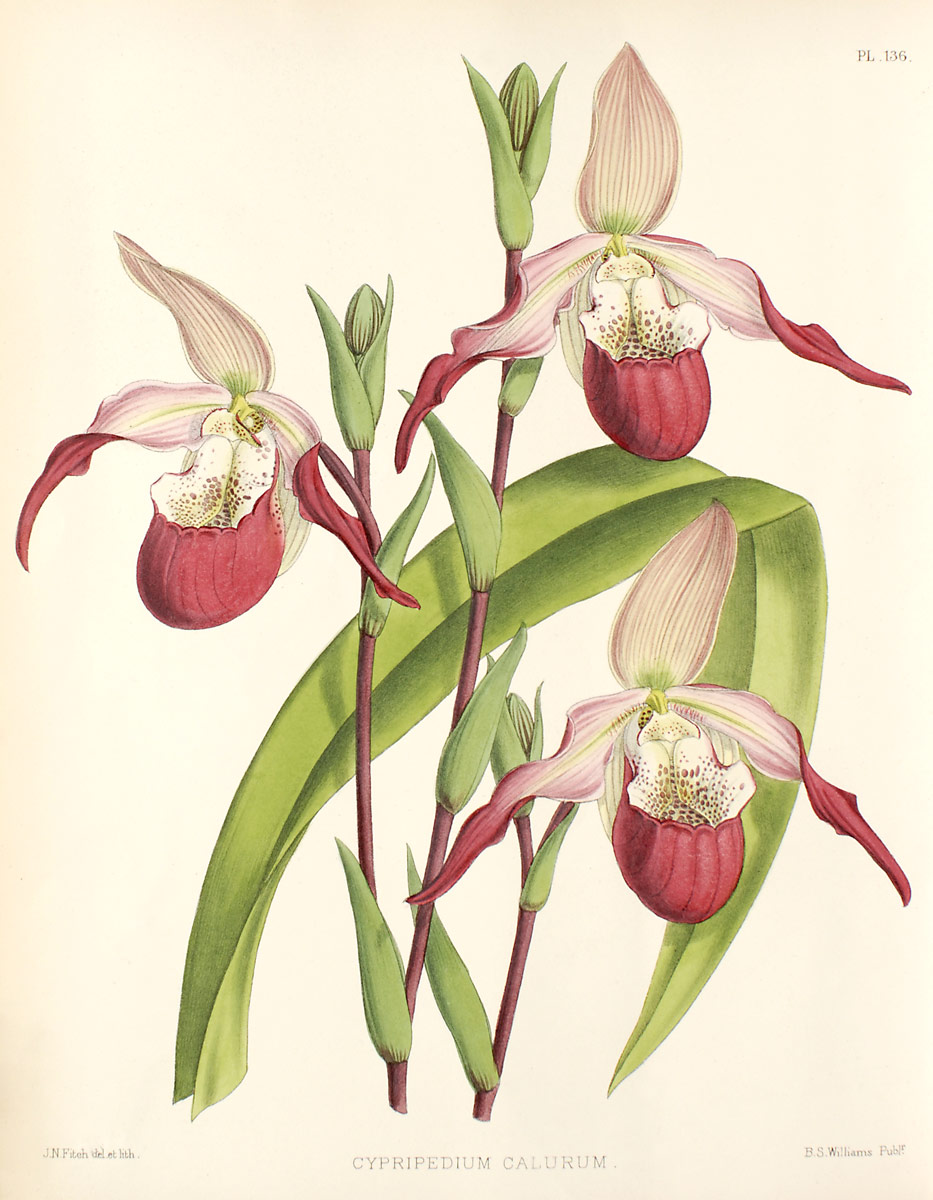
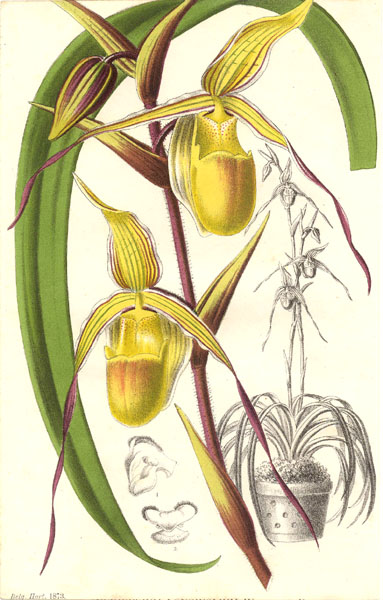